# 베르나르조르주프랑수아 프레르
베르나르조르주프랑수아 프레르(프랑스어: Bernard-Georges-François Frère, 프랑스어 발음: [bɛʁnaʁ ʒɔʁʒ fʁɑ̃swa fʁɛʁ], 1762년 1월 8일 ~ 1826년 2월 19일)는 프랑스 혁명 전쟁과 나폴레옹 전쟁 시기에 활약한 프랑스의 장성급 장교다. 그의 군대 경력은 프랑스 혁명 발발 이후 급격히 성장한 전형적인 군인의 사례로, 평민 출신으로 프랑스 육군에 입대하여 혁명기의 혼란과 전쟁 속에서 두각을 나타내며 승진한 인물이다.

## 생애

### 초기 생애와 혁명기 군 경력
베르나르조르주프랑수아 프레르는 1762년 1월 8일 남프랑스 오드주의 몽레알에서 태어나, 프랑스 혁명 전에는 카르카손에서 약사로 일했다. 1789년 프랑스 혁명 발발 이후인 1791년, 그는 자원입대하여 오드주 제1사단 합류했고, 곧바로 대위로 선출됐다. 그는 피레네 산맥 전선에서 스페인과의 전투에 참여하며 두각을 나타냈고, 1793년 에는 대대장으로 승진했다. 1796년 이탈리아 전역에서는 세라 요새 공격 중 부상을 입었고, 바사노 전투에서도 활약하여 나폴레옹 보나파르트로부터 현장에서 연대장으로 승진하는 영예를 얻었다.

### 나폴레옹 전쟁과 주요 전투
1802년 베르나르조르주프랑수아 프레르는 준장으로 승진하여, 프랑스 총재정부의 근위대 보병을 지휘했다. 1805년 제3차 대프랑스 동맹에서는 뤼베크 전투 점령에 기여했고, 1807년 6월 5일에 구트슈타트대펜 전투에서 단 한 개 연대와 4문의 대포로 1만 명의 러시아 제국 육군 격퇴하는 전과를 올렸다. 1808년 3월 그는 사단장으로 승진하고, 스페인 전역에 투입되어 6월 7일 세고비아를 점령했다. 이후 사라고사 전투에서는 장 란의 참모장으로 활동했다. 1809년 오스트리아와의 전쟁에 참여하여 아스페른-에슬링 전투와 바그람 전투에서 싸웠고, 후자의 전투에서 중상을 입었다. 1810년에는 카탈루냐 육군에 배속되어 토르토나 공성전과 타라고나 공성전에 참여했다. 1813년 프랑스로 귀환한 후에는 렌과 릴의 군사 구역을 지휘했다. 1815년 나폴레옹 보나파르트의 제7차 대프랑스 동맹 기간 동안에는 릴의 군사 구역의 지휘를 맡았다.

### 말년과 유산

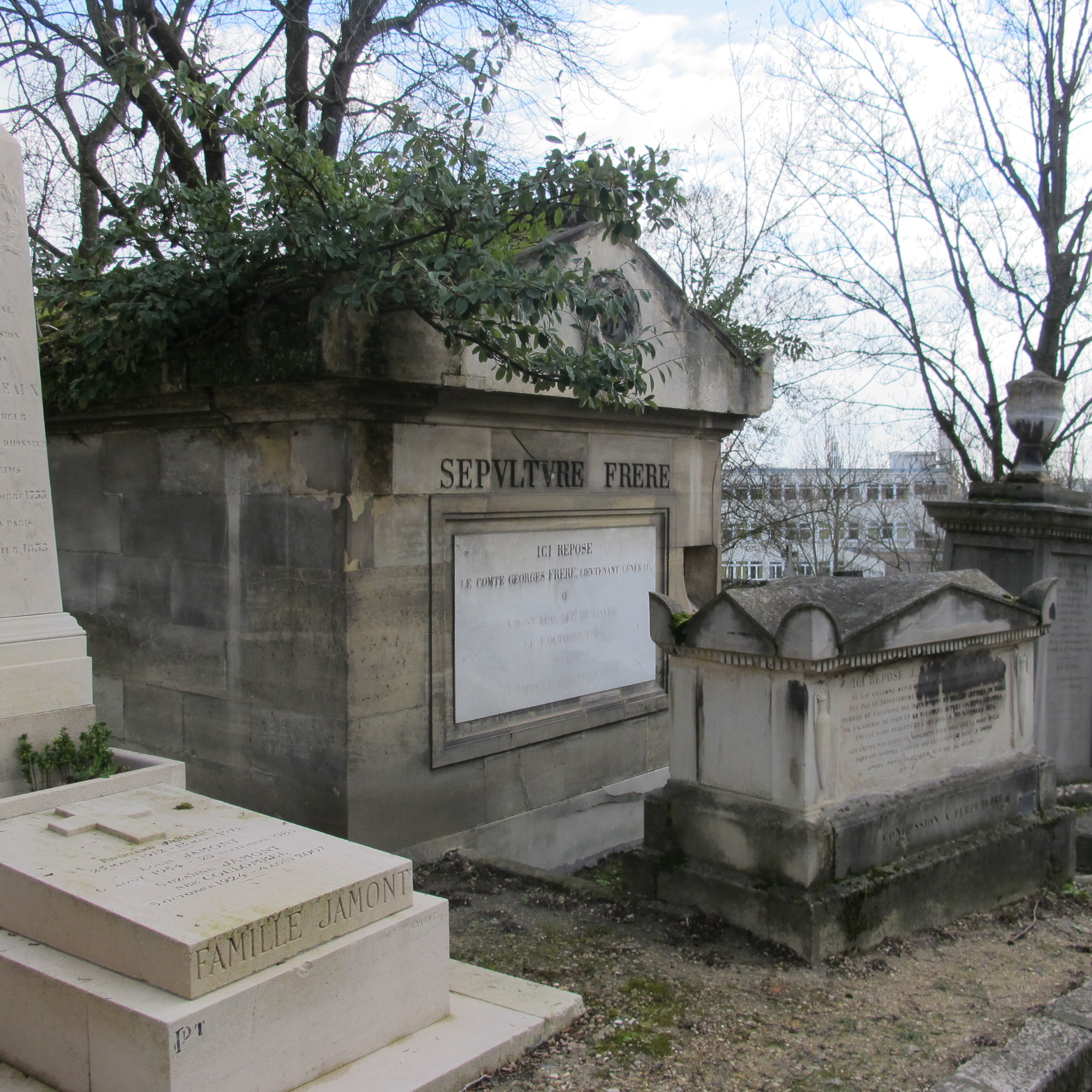
페르 라셰즈 묘지에 있는 베르나르조르주프랑수아 프레르의 무덤

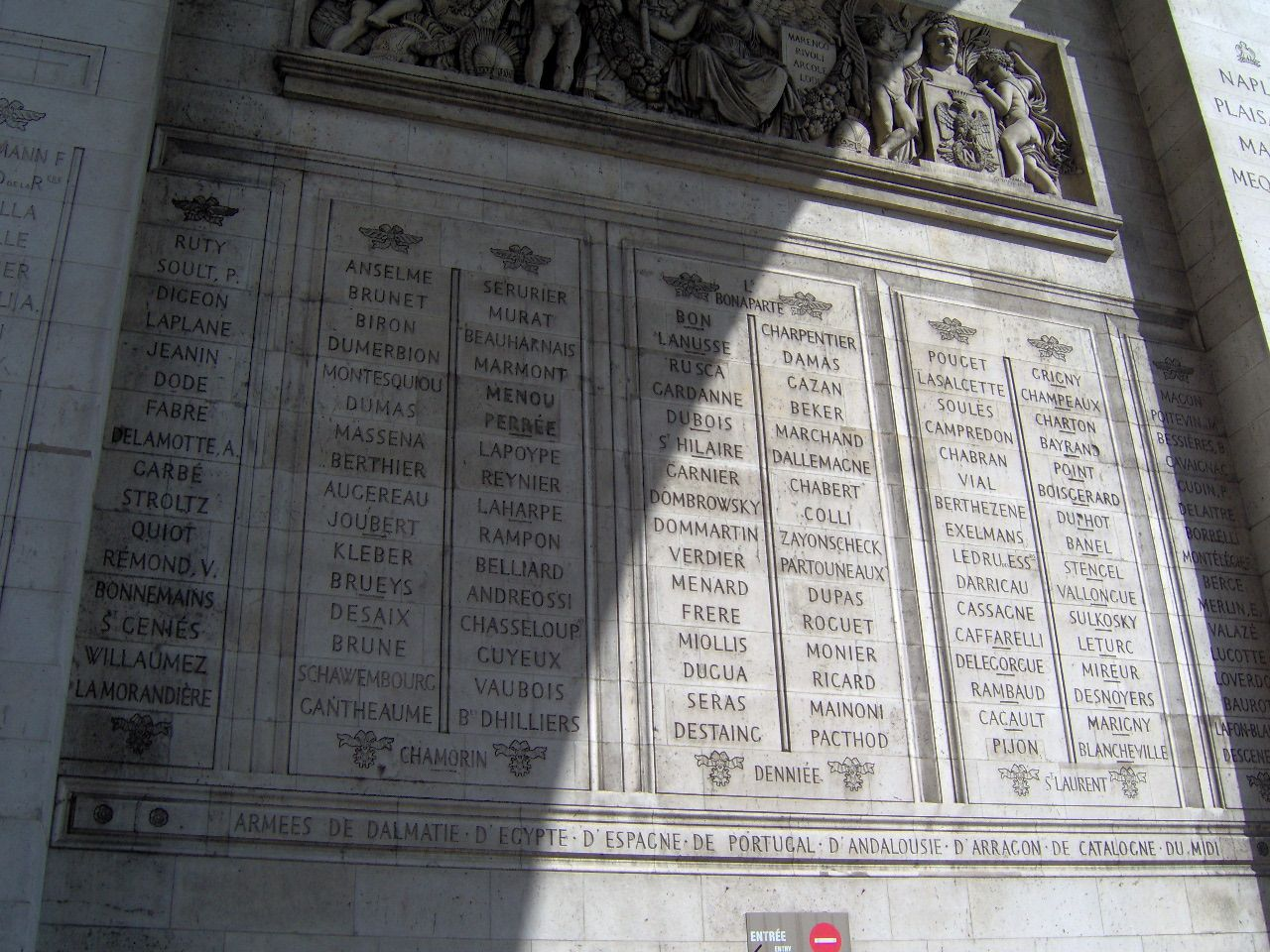
개선문에 새겨진 이름들 (남쪽 기둥)

베르나르조르주프랑수아 프레르는 나폴레옹 보나파르트 몰락 이후 부르봉 왕정복고 체제에서 활동을 자제했으며, 정치적 활동에 참여하지 않았다. 그는 1826년 2월 19일 파리에서 64세로 사망하여 페르 라셰즈 묘지에 묻혔다. 그의 이름은 파리의 에투알 개선문에 남쪽 기둥에 새겨져 있으며, 이는 그의 군사적 업적을 기리는 표식이다.

## 같이 보기
- 반도 전쟁
- 나폴레옹 전쟁
- 프랑스 제1제국
- 프랑스 혁명 전쟁
- 레지옹 도뇌르 훈장
- 나폴레옹 보나파르트